# Куюкова, Даркуль
Даркуль Куюкова (кирг. Даркүл Күйүкова; 1919 — 1997) — советская, киргизская актриса театра и кино. Народная артистка СССР (1967).

## Биография
Родилась 15 мая (по другим источникам — 29 октября)  1919 года в селе Тёкёлдёш (ныне в черте Бишкека, Кыргызстан) (по другим источникам — в селе Октябрьское, ныне Ошской области).
Сценическую деятельность начала в 1936 году в Киргизском ТЮЗе (ныне Театр молодёжи и юного зрителя имени Бакен Кыдыкеевой, Бишкек).
С 1940 года — актриса Киргизского академического театра драмы (ныне — Кыргызский Национальный академический драматический театр им. Т. Абдумомунова).
Снималась в кино с 1954 года. Член Союза кинематографистов Киргизской ССР.
Член КПСС с 1945 года. Депутат Верховного Совета Киргизской ССР 7-го созыва.
Умерла 20 марта 1997 года в Бишкеке. Похоронена на Ала-Арчинском кладбище.

### Семья
- Дочь — Райма Абдубачаева (1948—2023), киргизская актриса. Заслуженная артистка Кыргызстана (1995).

## Награды и звания
- Народная артистка Киргизской ССР (1958)
- Народная артистка СССР (1967)
- Государственная премия Киргизской ССР имени Токтогула Сатылганова (1987) — за исполнение роли Чыйырды в спектакле «Семетей-сын Манаса» Дж. Садыкова
- Орден Ленина (12.09.1990)[7]
- Орден Трудового Красного Знамени (01.11.1958)
- Орден Дружбы народов (28.11.1979)
- Медали.
- Памятная золотая медаль «Манас-1000» (15 августа 1995)[8]

## Творчество

### Киргизский ТЮЗ
- Акчаим — «Сарынжи» К. Эшмамбетова
- Мать — «Кокуль» О. Сарбагишева

### Киргизский театр драмы
- Айганыш — «Курманбек» К. Джантошева
- Жаныл-Мырза — «Жаныл-Мырза» А. Куттубаева и К. Маликова
- Толгонай— «Материнское поле» по Ч. Айтматовау
- Панова — «Любовь Яровая» К. Тренёва
- Наталья Ковшик — «Калиновая роща» А. Корнейчука
- Майсалбюбю — «Узкое ущелье» Т. Абдумомунова
- Меланья — «Егор Булычов и другие» М. Горького
- Кабаниха — «Гроза» А. Островский
- Гонерилья — «Король Лир» У. Шекспира
- Виола — «Двенадцатая ночь» У. Шекспира
- Эмилия — «Отелло» У. Шекспира
- Зайнаш — «Клятва» А. Токомбаева
- Анна Андреева — «Ревизор» Н. Гоголя
- Уулбала — «Зерно бессмертия» А. Токомбаева
- Ли — «Венок счастья» Т. Абдымомунова
- Зулайка — «Сивый скакун» Ш. Сыдыбакасова
- Зукеш — «Возмужавшие» М. Байжиева
- Госпожа Милорд — «Коварство и любовь» Ф. Шиллера
- Васса Железнова — «Васса Железнова» М. Горького
- Огудалова — «Бесприданница» А. Островского
- Хлестова — «Горе от ума» А. Грибоедова
- Бернарда Альба — «Дом Бернарды Альбы» Ф. Гарсиа Лорки
- Секретарь райкома — «Чер-Капчыгай» Т. Абдымомунова
- Учительница — «Наша мать» К. Джантошева
- Онолкан — «Судьба отца» Б. Жакиева
- Багдагуль — «Багдагуль» С. Мажитова
- Фармон- биби — «Бунт невесток» С. Ахмада
- Валя Борц — «Молодая гвардия» по А. Фадееву
- Уйсулгон — «Одно дерево» (каз.)
- Сановар — «Сердечные тайны» (узб.)
- Анна Фрилинг — «Мамаша Кураж и её дети» Б. Брехта
- Чыйырды — «Семетей-сын Манаса» Ж. Садыкова[9].

### Фильмография
- 1955 — «Салтанат» — Кумюш, мать Салтанат
- 1962 — «Зной» — Альдей
- 1963 — «Улица космонавтов» — Закурдаева
- 1964 — «Джура» — Айша
- 1965 — «Первый учитель» — тётя Алтынай
- 1968 — «Джамиля» — эпизод
- 1969 — «Ак Меер» — эпизод
- 1975 — «Белый пароход» — шаманиха
- 1976 — «Мне надо посоветоваться» (короткометражный)
- 1977 — «Солнечный остров» — бабушка Айкыз
- 1980 — «Весенние каникулы» — мать Адыла
- 1989 — «Долина предков» — Сайкал-апа
- 1989 — «Кербез. Неистовый беглец» — мать Токтогула.

## Память
- Именем актрисы названа одна из улиц жилого массива Бишкека.